# Fakulta managementu Vysoké školy ekonomické
Fakulta managementu v Jindřichově Hradci (FM) je nejmladší a zároveň jedinou mimopražskou fakultou Vysoké školy ekonomické v Praze. Fakulta managementu nabízí necelých 1200 studentům prezenční i kombinované formy vzdělání v bakalářském, navazujícím magisterském i doktorském stupni studia. Cílem výuky je příprava pro funkce ve středním a vyšším managementu firem a organizací ve veřejném sektoru. Mezi lety 1991 a 1997 byla součástí Jihočeské univerzity.

## Historie fakulty

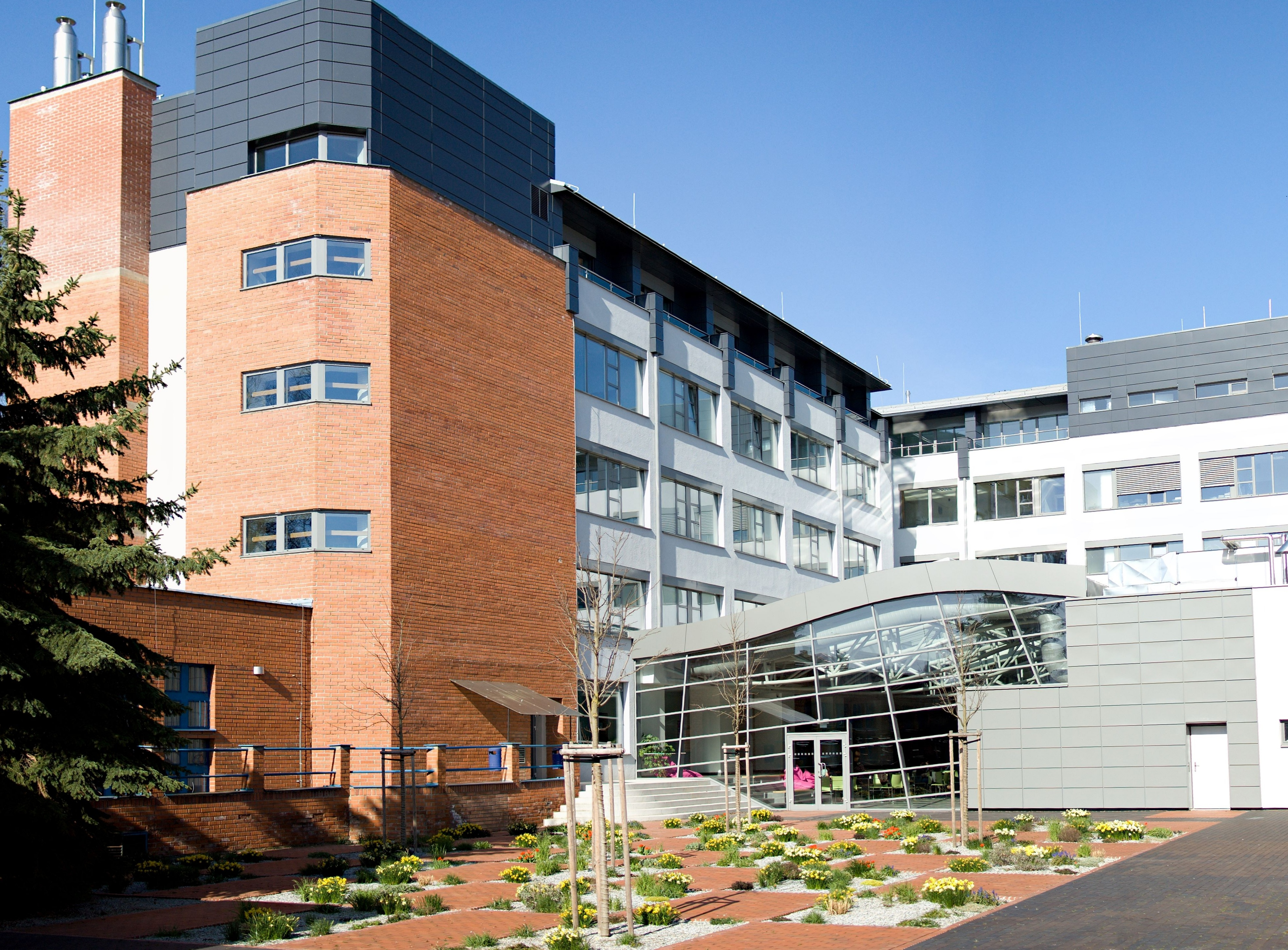
Klidová zóna Fakulty managementu VŠE

### Součást Jihočeské univerzity
Po sametové revoluci roku 1989 byl v Jindřichově Hradci iniciován vznik vysokoškolské fakulty, která by byla umístěna do nové budovy Okresního výboru Komunistické strany Československa. Děkan Pedagogické fakulty v Českých Budějovicích Jiří Divíšek zřídil od 1. 10. 1991 detašované Pracoviště regionálního managementu v Jindřichově Hradci při Pedagogické fakultě Jihočeské univerzity. Jindřichohradecké pracoviště zaměřilo svou činnost na přípravu obsahové náplně studijního programu v oboru Regionální management včetně všech příslušných materiálů pro akreditaci. Ke dni 1. 7. 1992 bylo založeno Pracoviště Pedagogické fakulty Jihočeské univerzity v Jindřichově Hradci se dvěma ústavy - Ústavem regionálního managementu a Ústavem jazykové přípravy. Po úspěšné akreditaci zřídil dne 28. 4. 1994 Akademický senát Jihočeské univerzity Fakultu managementu se sídlem v Jindřichově Hradci, která od 1. 9. 1994 začala fungovat jako nová samostatná fakulta Jihočeské univerzity. 

### Součást Vysoké školy ekonomické
Během roku 1997 se uskutečnila řada jednání o přechodu Fakulty managementu Jihočeské univerzity pod Vysokou školu ekonomickou v Praze. Dne 1. 1. 1998 byla jindřichohradecká Fakulta managementu oficiálně přijata do svazku Vysoké školy ekonomické v Praze jako její šestá a zároveň jediná mimopražská fakulta.

## Budova fakulty
Budova nynější fakulty byla původně postavena jako sídlo Okresního výboru Komunistické strany Československa. Podle návrhu Ing. Milana Špuláka byla tato stavba přestavěna, zmodernizována a byla provedena i dodatečná nástavba.[zdroj?] Dne 1. 12. 2009 byla otevřena prosklená přístavba, kde sídlí knihovnické a informační centrum, a která mělo pomyslně propojit dění uvnitř vysoké školy s životem města. 
Rozsáhlou rekonstrukcí budovy vznikly nové výukové prostory. Oblým zastřešením dvora fakulty a propojením ostatních pavilonů vznikl prostor pro pořádání akcí - tzv. dvorana. V poslední fázi úpravy budovy byla dokončena střešní nástavba, ve které vznikly pracovny pro vědecké pracovníky a hostující profesory, zasedací místnost vědecké rady, počítačová studovna, oddělení pro vědu a výzkum i pracovny pro doktorandy.

## Činnost fakulty

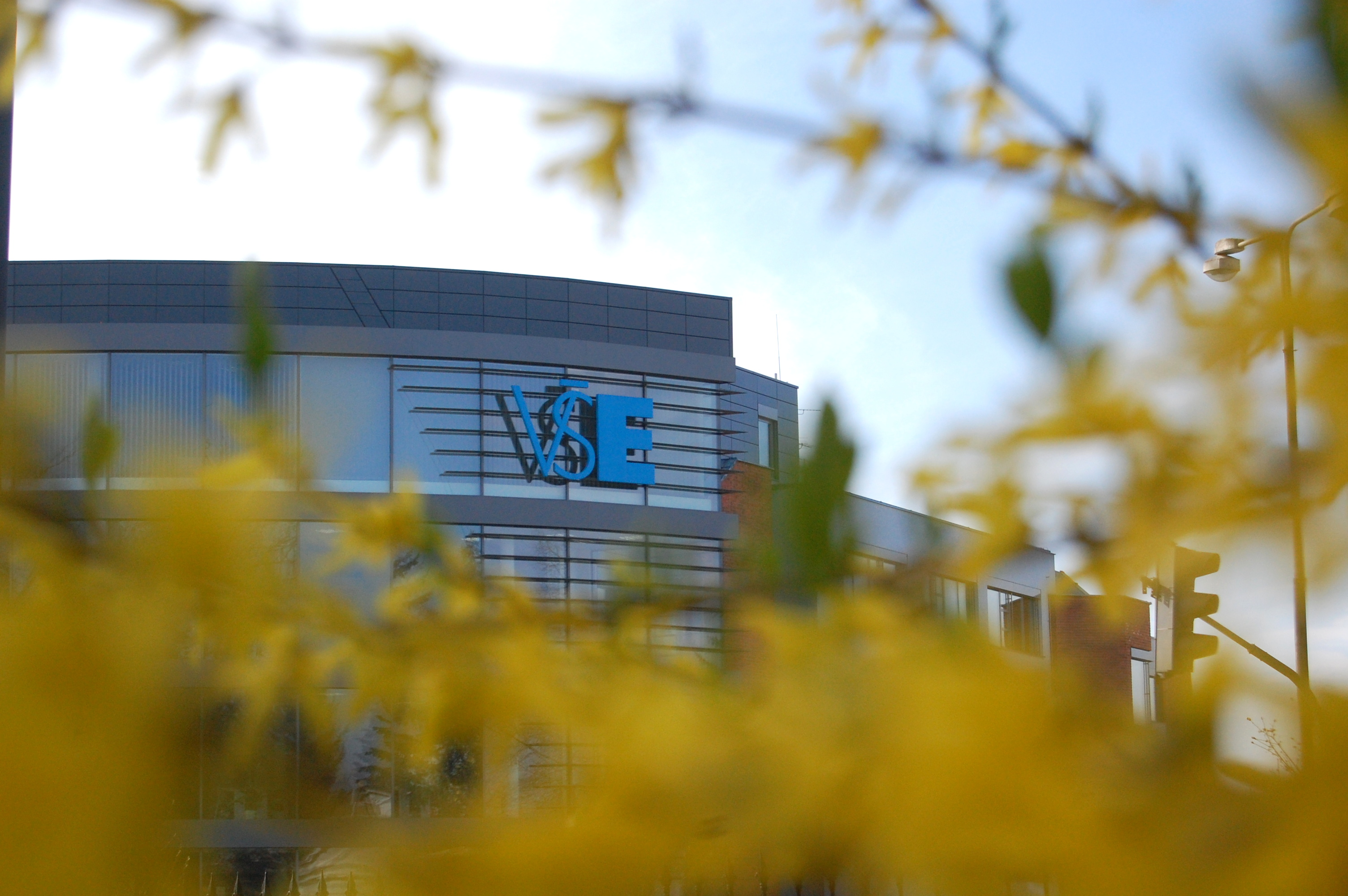
Fakulta managementu Vysoké školy ekonomické - pohled z parku

### Pedagogická činnost
V bakalářském stupni jsou studenti seznámeni se základy oboru, v magisterském stupni jsou jejich poznatky dále rozvíjeny a studenti si mohou zvolit jednu ze čtyř specializací: marketing management, znalostní management, management zdravotnictví a podnikový management (s variantou business management vyučovanou v anglickém jazyce). Fakulta také poskytuje doktorské studium v oboru management, které lze studovat i v angličtině.

### Vědecko-výzkumná činnost
Pracovníci fakulty se pravidelně zapojují do řešení různých projektů (MŠMT, GA ČR, INTERREG Europe).[zdroj?] Ve výzkumné činnosti fakulta podporuje interdisciplinární týmy, které kombinují kvantitativní i kvalitativní přístup ke zkoumání různých aspektů oboru. Fakulta ve své vědecko-výzkumné činnosti dlouhodobě spolupracuje s Ústavem teorie informace a automatizace AV ČR.[zdroj?] Výsledkem této spolupráce je společná akreditace doktorského studijního programu a také vědecké výstupy v oblasti podpory manažerského rozhodování, získávání dat, učících se metod v rozhodování aj.

### Spolupráce se zaměstnavateli
Fakulta managementu je zapojena do regionální i národní partnerské sítě různých organizací soukromého i veřejného sektoru. Fakulta navazuje bilaterální spolupráci se zaměstnavateli u nichž mohou studenti získat během studia praktické zkušenosti nebo zpracovat své kvalifikační práce. Na fakultě se také pravidelně koná veletrh pracovních příležitostí, v rámci něhož mohou studenti získat informace o zaměstnavatelích z celé ČR. Přes své Centrum celoživotního vzdělávání fakulta nabízí nejen kurzy Univerzity třetího věku, ale i specifické vzdělávací akce pro potřeby zadavatelů z řad firem a organizací veřejného sektoru.

### Sportovní a společenský život na fakultě
Fakulta nabízí svým studentům a pracovníkům příležitosti ke sportovním, kulturním a společenským aktivitám po celý akademický rok. Konají se zde pravidelná divadelní představení, filmové večery, výstavy a studentské akce.[zdroj?] Součástí společenského života je také reprezentační ples, který fakulta pořádá každý rok v březnu.
Studenti a pracovníci fakulty mohou využívat členství v Univerzitním sportovním klubu, který organizuje více než 20 pravidelně probíhajících sportovních aktivit a taktéž jednorázové sportovní akce, jako jsou např. Velikonoční plavecké štafety nebo Hradecká hodinovka. Na fakultě také působí řada studentských organizací.

## Organizační struktura fakulty
Funkci děkana Fakulty managementu zastává od února 2024 Mojmír Sabolovič. Na vedení fakulty se rovněž podílí tři proděkani a tajemník fakulty. Na ně dohlíží devítičlenný akademický senát, složený ze zástupců akademických pracovníků a studentů. Fakulta managementu je dále členěna na tři odborné katedry – Katedru managementu, Katedru exaktních metod a Katedru společenských věd. Na těchto katedrách působí takřka 50 akademických pracovníků, kteří zajišťují výuku, vědecké a rozvojové činnosti fakulty. Fakulta má ve své organizační struktuře rovněž Knihovnické a informační centrum a pro spolupráci s praxí, středními školami a veřejností Centrum vzdělávání a transferu znalostí.

### Knihovnické a informační centrum
V prosklené přístavbě budovy Fakulty managementu sídlí ve třech patrech fakultní knihovna a ve čtvrtém patře je konferenční sál s počítačovou technikou. Knihovna Fakulty managementu VŠE poskytuje služby studentům a pedagogům školy, ale i zájemcům z řad veřejnosti.
Založení knihovny se váže k datu 1. 9. 1992, kdy bylo nutné obstarat knihovní fond pro potřeby nově zřízeného Pracoviště Pedagogické fakulty Jihočeské univerzity v Jindřichově Hradci. Během let byl vybudován fond, který čítá více než 39 000 svazků knih a časopisů z oblasti ekonomických a společenských věd, matematiky, statistiky, jazyků.[zdroj?]
V prvním patře knihovny Fakulty managementu VŠE je půjčovna s volným výběrem. Ve druhém patře je umístěna studovna, kde je k dispozici k prezenčnímu studiu knihovní fond a vysokoškolské kvalifikační práce. Ve třetím patře je možné studovat odborné časopisy, denní tisk a využívat 24 počítačů s přístupem na internet. Celkový počet studijních míst je 146. Uživatelé knihovny mohou pro týmovou práci nebo samostudium využívat také oddělené prosklené boxy. Pro studenty fakulty je k dispozici přístup do elektronických informačních zdrojů Anopress IT, EBSCO a ProQuest Central a dalších specializovaných databází či elektronických knih. Knihovna dále nabízí možnost kopírování, tisku a skenování, relaxační koutek a „knihovní obývák“. Knihovna pořádá exkurze, tematické semináře, besedy s autory, přednášky či pořádání výstav a dalších kulturně společenských akcí.

### Centrum celoživotního vzdělávání
Centrum celoživotního vzdělávání nabízí a organizuje vzdělávací aktivity spojené s dalším vzděláváním dospělých v návaznosti na akreditovaný studijní program bakalářského a magisterského studia.[ujasnit] Vzdělávací aktivity se dělí na kurzy orientované na výkon povolání, kurzy zájmové a kurzy Univerzity třetího věku.
Cílem kurzů orientované na výkon povolání je poskytnout účastníkovi kurzu profesní rozvoj v oboru nebo získání nové kvalifikace, případně jej připravit ke studiu na FM VŠE. Cílem zájmových kurzů je nabídnout účastníkům informace na vysokoškolské úrovni populárně vědeckou formou. Kurzy Univerzity třetího věku jsou určeny dospělým v postproduktivního věku. Posláním Univerzity třetího věku je vedle rozvoje vzdělanosti plnit i funkci společenskou. FM VŠE je dlouholetým členem Asociace U3V ČR.